# أديسون ريد
أديسون ريد (بالإنجليزية: Addison Reed) هو لاعب كرة قاعدة أمريكي، ولد في 27 ديسمبر 1988 في رانتشو كوكامونغا في الولايات المتحدة.

## وصلات خارجية
- أديسون ريد على موقع دوري كرة القاعدة الرئيسي (الإنجليزية)
- أديسون ريد على موقعبيزبول رفرنس.كوم (الدوري الرئيسي) (الإنجليزية)
- أديسون ريد على موقعبيزبول رفرنس.كوم (الدوري الثانوي) (الإنجليزية)
- أديسون ريد على موقع إي إس بي إن.كوم (أم.أل.بي) (الإنجليزية)
- أديسون ريد على موقع مشجعي الرسوم البيانية (الإنجليزية)